# Schloss Beichlingen
Das Schloss Beichlingen liegt in der Ortschaft Beichlingen etwa 9 km nördlich von Kölleda in Thüringen.

## Geschichte

### Anfänge bis 1945
Nördlich und südlich des jetzigen Schlosses sind umfangreiche ur- oder frühgeschichtliche Wallanlagen erhalten, die deutlich über die spätere mittelalterliche Burg hinausreichen.
Die Burg Beichlingen wurde wahrscheinlich von König Heinrich I. zum Schutz einer wichtigen Pass-Straße zum Unstrut-Tal angelegt. Sie war wohl ursprünglich Reichsgut. Erstmals wurde Beichlingen 1014 als Burg in einer Schrift von Bischof Thietmar von Merseburg erwähnt. Dessen Vetter Werner von Walbeck hatte die Burg erobert, um die Burgherrin Reinhilde, vermutlich eine Tochter des Sachsenherzogs Hermann Billung, zu entführen und zur Ehe zu zwingen. Bei den dabei ausgetragenen Kampfhandlungen wurde der Graf jedoch schwer verletzt. Seine Getreuen brachten ihn nach Wiehe, wo sein Aufenthalt an Kaiser Heinrich II. verraten wurde. Dessen Beauftragte verhafteten ihn, um ihn vor das kaiserliche Gericht zu schaffen, doch erlag er unterwegs, auf der Burg Allerstedt, seinen Verletzungen.
Während einer bewaffneten Auseinandersetzung zwischen König Heinrich IV. und dem Markgrafen Dedo II. wurde die Burg 1069 erobert und zerstört. In den Folgejahren wurde sie wieder aufgebaut und war um 1080 Mitgift und Wohnsitz der Gräfin Kunigunde von Weimar-Orlamünde. Diese war zunächst mit einem russischen Fürsten verheiratet und danach mit Kuno von Northeim, der sich Graf von Beichlingen nannte und 1103 ermordet wurde. Nach dem Tod ihres dritten Ehemannes, Graf Wiprecht von Groitzsch, im Jahr 1124 gelang es Kunigunde nur mit Mühe, den Besitz bis zu ihrem Tod 1140 zu behaupten. Vermutlich erbte ihre Tochter Mechthild aus erster Ehe bzw. deren Sohn den Besitz. Ab 1141 wurde ein Graf Friedrich von Beichlingen als Herr auf Beichlingen und Gründer des Beichlinger Grafengeschlechts genannt, er war wahrscheinlich der Sohn Mechthilds mit einem Grafen Günther aus dem Haus der Sizzonen.

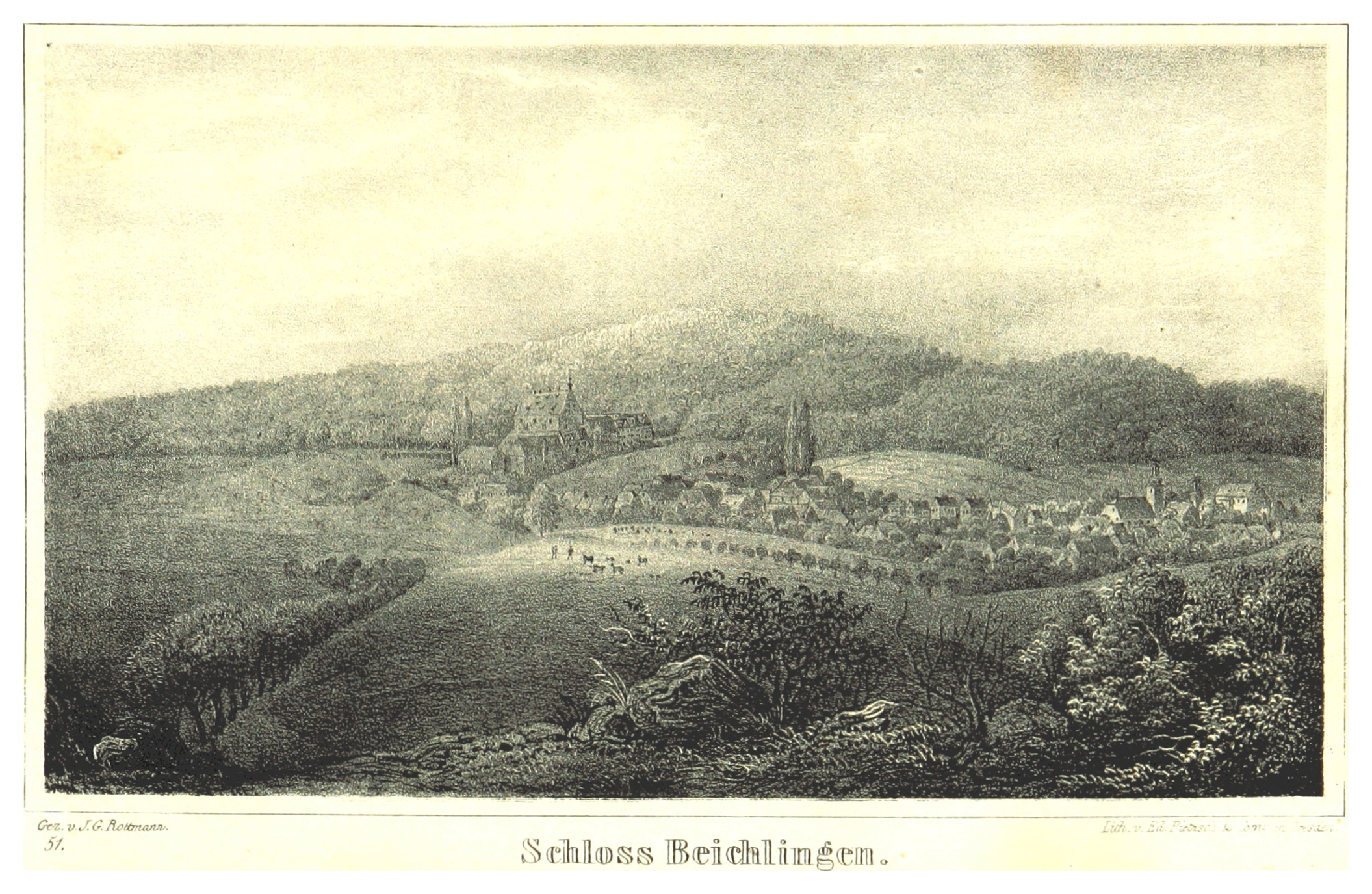
Schloss Beichlingen 1841

Ab 1330 begann der wirtschaftliche Niedergang des Beichlinger Grafengeschlechts. Im Jahr 1519 musste schließlich Graf Adam von Beichlingen die Burg und den größten Teil der Grafschaft an Hans von Werthern aus Wiehe (Thüringen) verkaufen. Die Familie von Werthern-Beichlingen brachte in den folgenden Jahrhunderten viele bedeutende Persönlichkeiten im Staatsdienst und hochdekorierte Offiziere hervor. Eine Reihe von Mitgliedern der Adelsfamilie wurde von Kaisern im Amt des „Reichserbkammer-Türhüters des Heiligen Römischen Reiches Deutscher Nation“ bestätigt. Diese waren dafür verantwortlich, dass die jeweilige Kaiserwahl in Frankfurt geheim stattfand.
Bald darauf nahmen Dietrich und Hans d. J. von Werthern, Sohn des Hans von Werthern, ihren Wohnsitz auf der Burg Beichlingen. Dietrichs Sohn, Wolfgang von Werthern, ließ gemeinsam mit seinen Brüdern ab 1544 die desolate Burganlage zum Wohnschloss im Renaissance-Stil umbauen. Von der ehemaligen Burg wurden mit Ausnahme des Hohen Hauses lediglich Grundmauern übernommen.

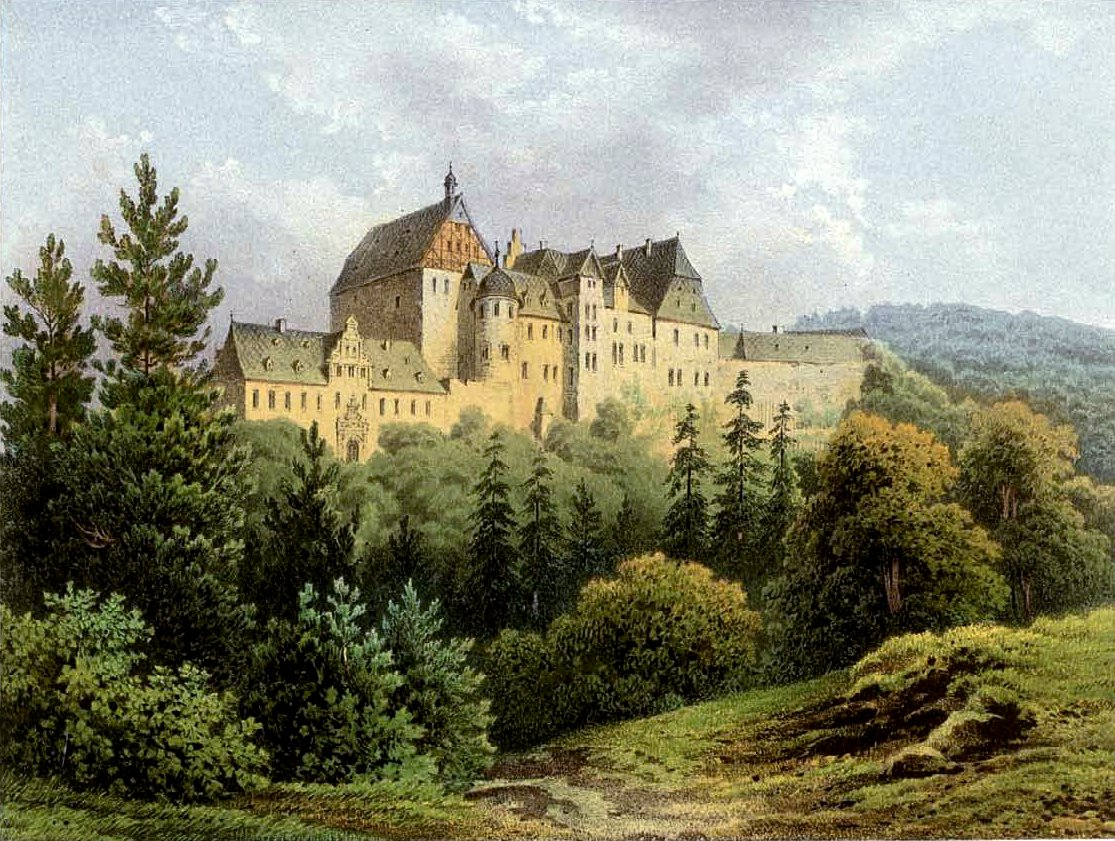
Schloss Beichlingen um 1860/61, Sammlung Alexander Duncker

Nachfolgende Generationen derer von Werthern bauten die Burg weiter aus und um. Ab 1588 verpflichtete Johann von Werthern namhafte regionale Künstler zur Ausgestaltung der Burg. Um 1650 investierte Friedrich von Werthern erhebliche finanzielle Mittel, um die Schäden an der Burg zu beheben, die der Dreißigjährige Krieg hinterlassen hatte. In den nachfolgenden Jahrzehnten und Jahrhunderten wurde die Burg entsprechend dem Zeitgeschmack von der 1840 in den Grafenstand, nach dem Recht der Primogenitur und gebunden an den Familienfideikommiss, erhobenen Familie von Werthern immer mehr zum Schloss umgestaltet. 1901 bis 1904 erfolgte eine grundlegende Umgestaltung des neuen Schlosses im Neorenaissance-Stil durch Hans-Thilo von Werthern. Als letzte Maßnahme begann 1935 eine partielle Sanierung der Innenräume des Hohen Hauses.

### 1945 bis jetzt

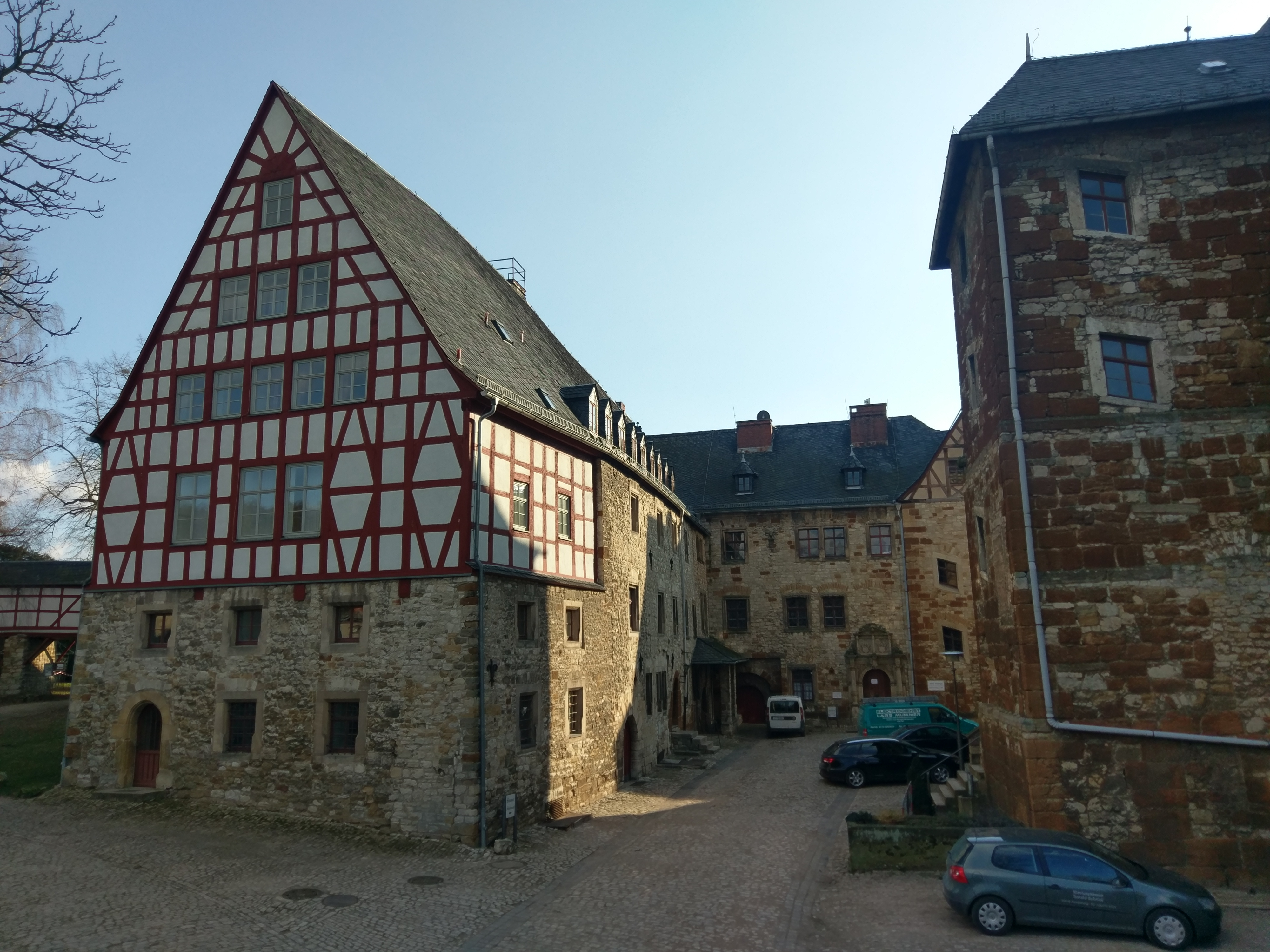
Innenhof zwischen „Neuem Schloss“ und „Hohem Haus“, 2018

Im Zweiten Weltkrieg wurde die Schlossanlage nicht beschädigt. Ab 1944 wurden in den Schlossgebäuden Flüchtlinge einquartiert. 1945 gehörte Beichlingen zunächst zur Besatzungszone der USA. Das Schloss wurde von Angehörigen der US-Armee als Kommandantur genutzt. Nach der Übergabe an die Rote Armee und die Eingliederung in die Sowjetische Besatzungszone wurden Schloss Beichlingen im Rahmen der Bodenreform entschädigungslos enteignet. Die gräfliche Familie – der Graf war 1940 in Frankreich gefallen – hatte vor Einrücken der Roten Armee das Schloss verlassen. Anschließend wurde das Schloss teilweise geplündert.
Von 1946 bis 1951 war im Schloss zunächst eine Lehrerbildungsanstalt untergebracht. In den Jahren 1952 bis 1955 nutzte die DDR das Schloss als Ausbildungsstätte für Kindergärtnerinnen. Von 1955 bis 1962 war im Schloss die Schule der Vereinigung der gegenseitigen Bauernhilfe untergebracht. Danach erfolgte von 1962 bis 1969 die Nutzung als Fachschule für Veterinärtechniker. 1969 wurde diese Fachschule in die Ingenieurschule für Veterinärmedizin umgewandelt. Ab 1970 wurden für diese Schule zahlreiche Gebäude des Wirtschaftshofes umgebaut oder abgerissen und durch Neubauten ersetzt, die das Aussehen des Wirtschaftshofes grundlegend verändert haben: „Massive bauliche Eingriffe“. „Heute und sicher noch einige Zeit bleiben die durch artfremde Nutzung der Schlossanlagen entstandenen großen Schäden und die Verluste an der historisch gewachsenen Bausubstanz.“
Schloss Beichlingen war seit den 1970er Jahren im „Ernstfall“ als zentrales Isolierungslager des MfS für den Bezirk Erfurt vorgesehen.
Nach der deutschen Wiedervereinigung kam das Ende für die Ingenieurschule, sie wurde 1992 geschlossen. Bereits 1991 hatte sich ein Förderverein zur Rettung und Erhaltung von Schloss Beichlingen gegründet. Seit 2001 ist das Schloss wieder in Privatbesitz, der Förderverein kann seine Arbeit aber fortsetzen. Im Schloss werden heute ein Hotel und ein Restaurant betrieben.
2023 wechselte das Schloss erneut den Eigentümer. Nunmehr ist es im Besitz eines Hamburger Unternehmers. Die bisherige Hotelnutzung soll weiter fortbestehen.

## Heutiges Schloss

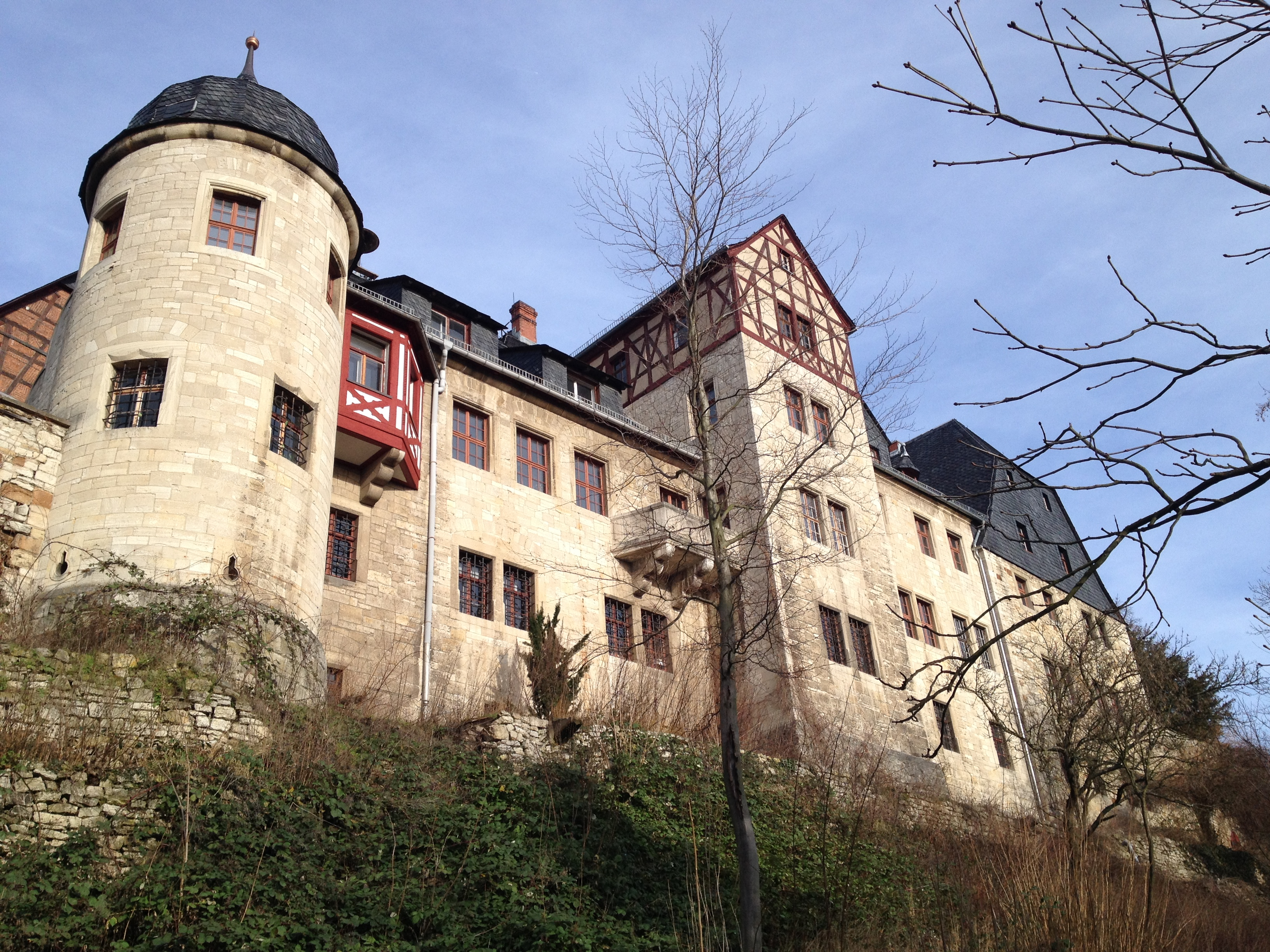
Schloss Südansicht
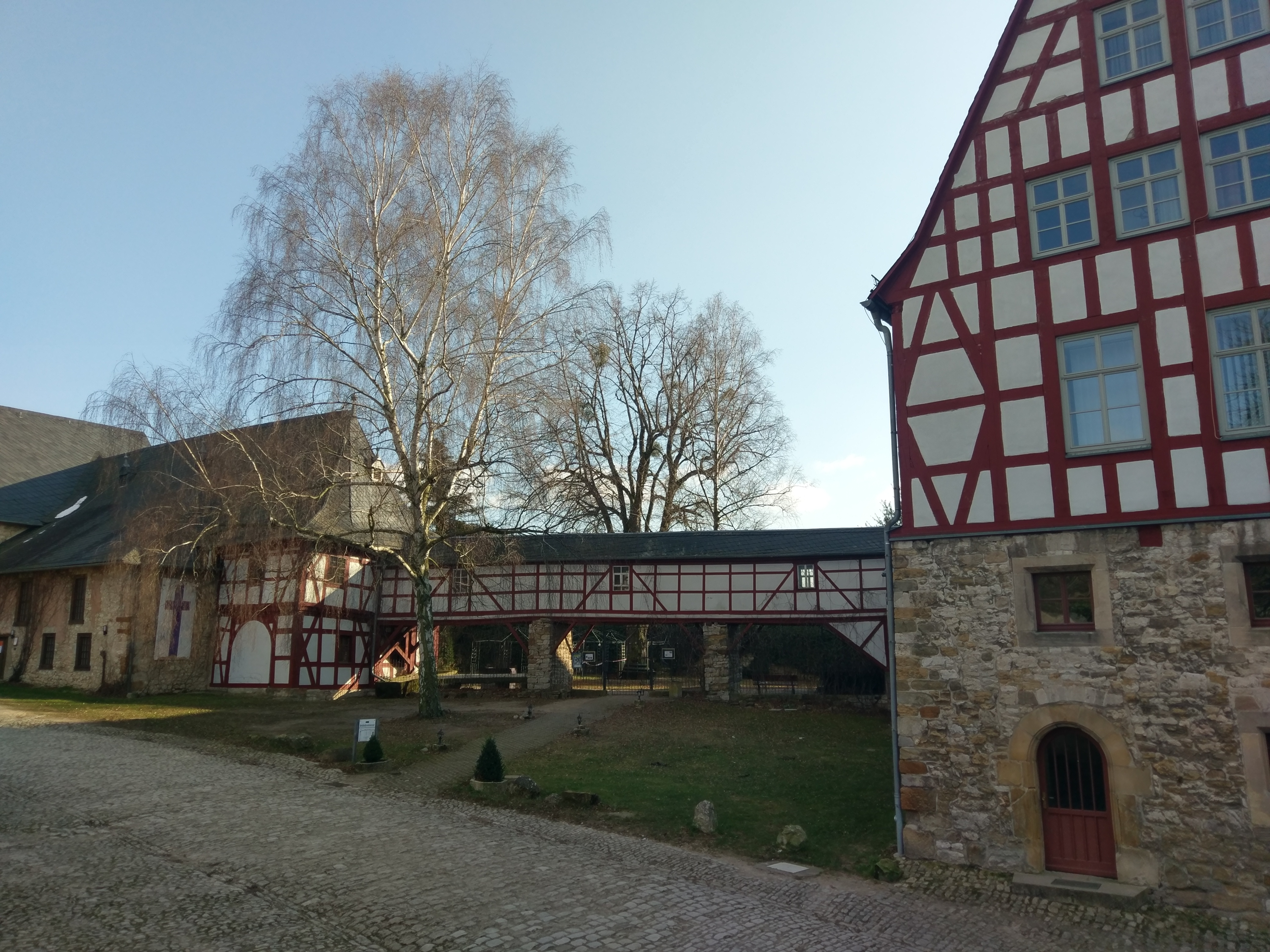
Schlosshof, Blick zur Schlosskirche, 2018
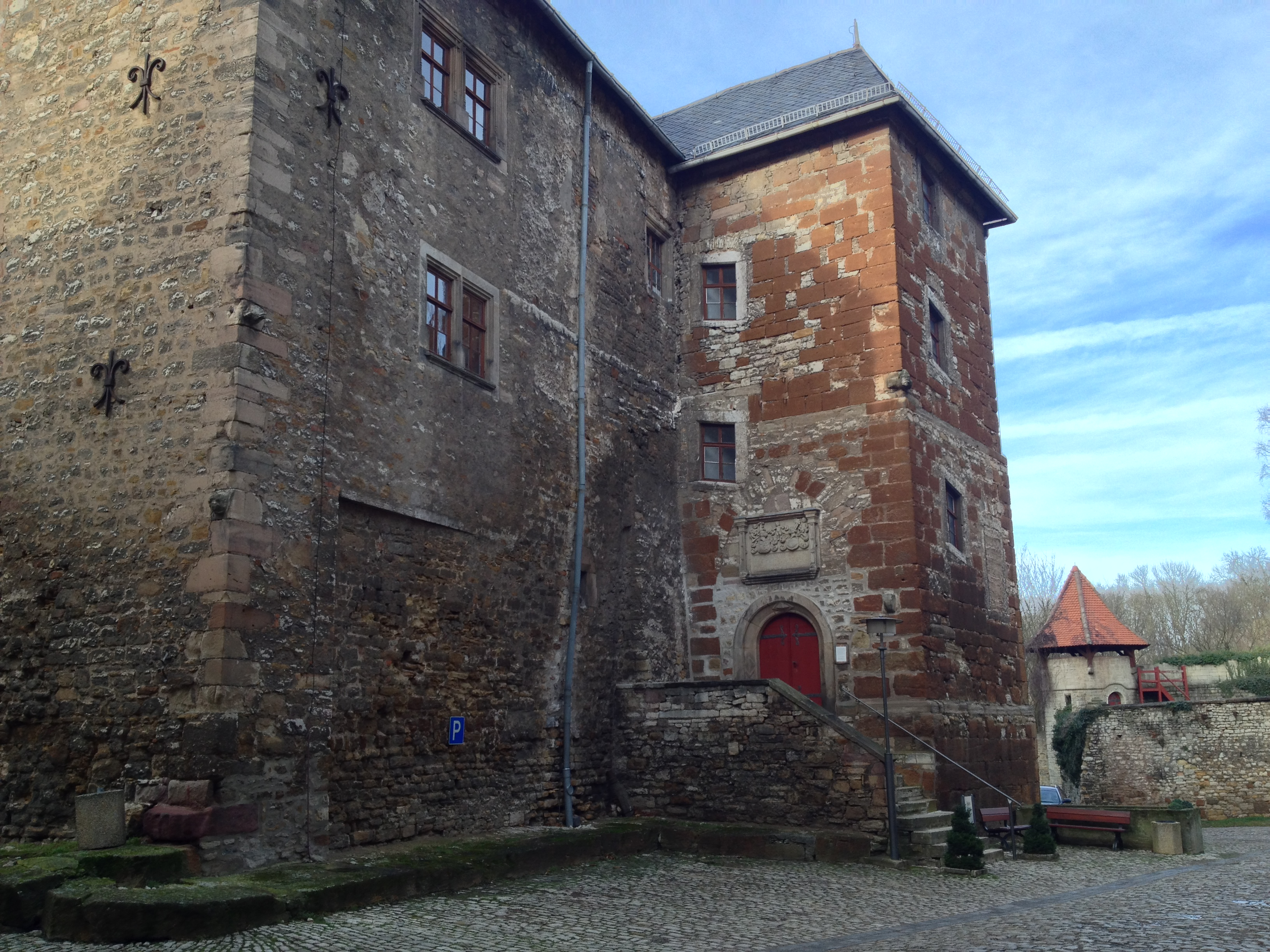
Hohes Haus
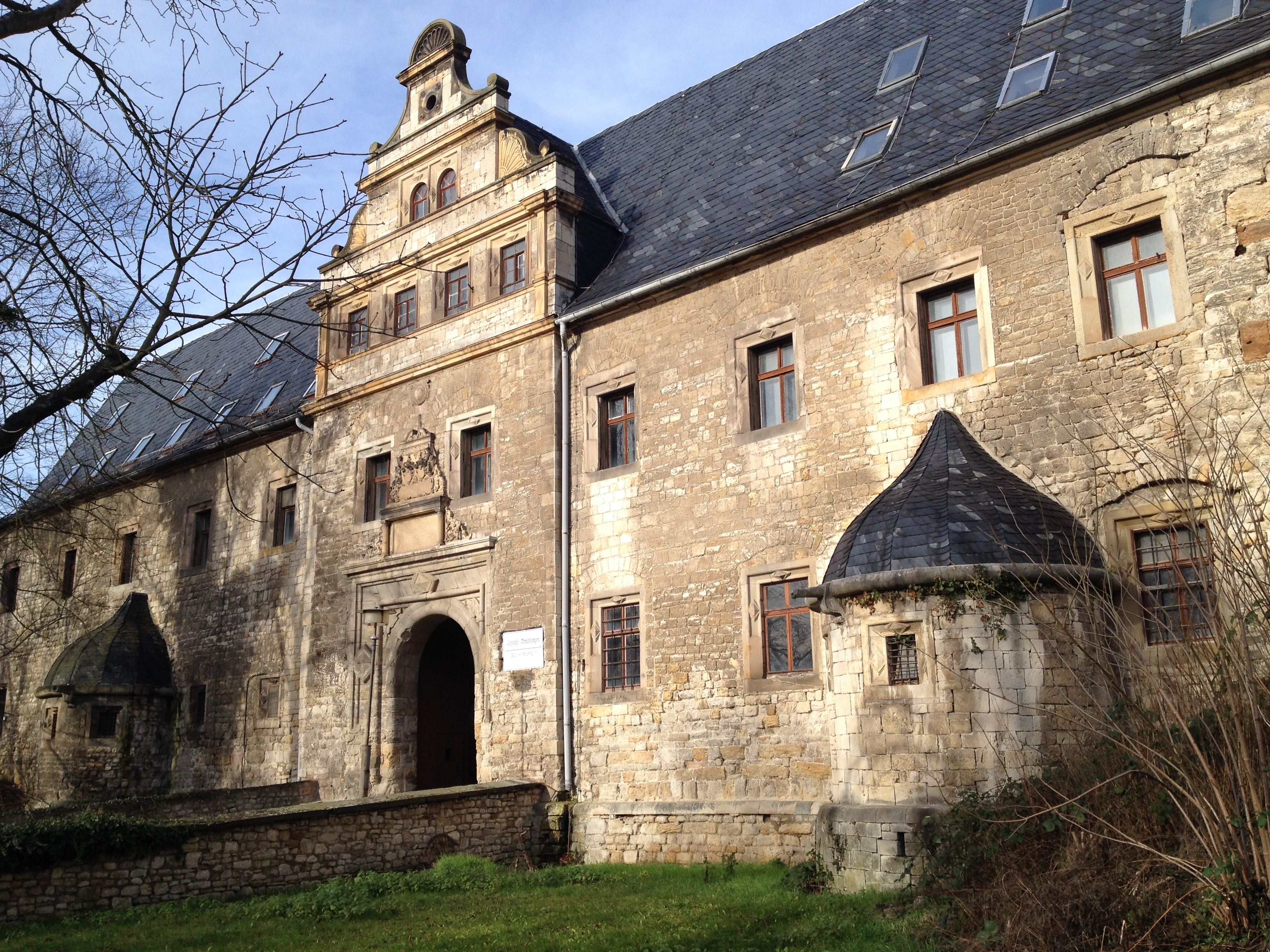
„Lehnshaus“ mit „Kaltem Tor“
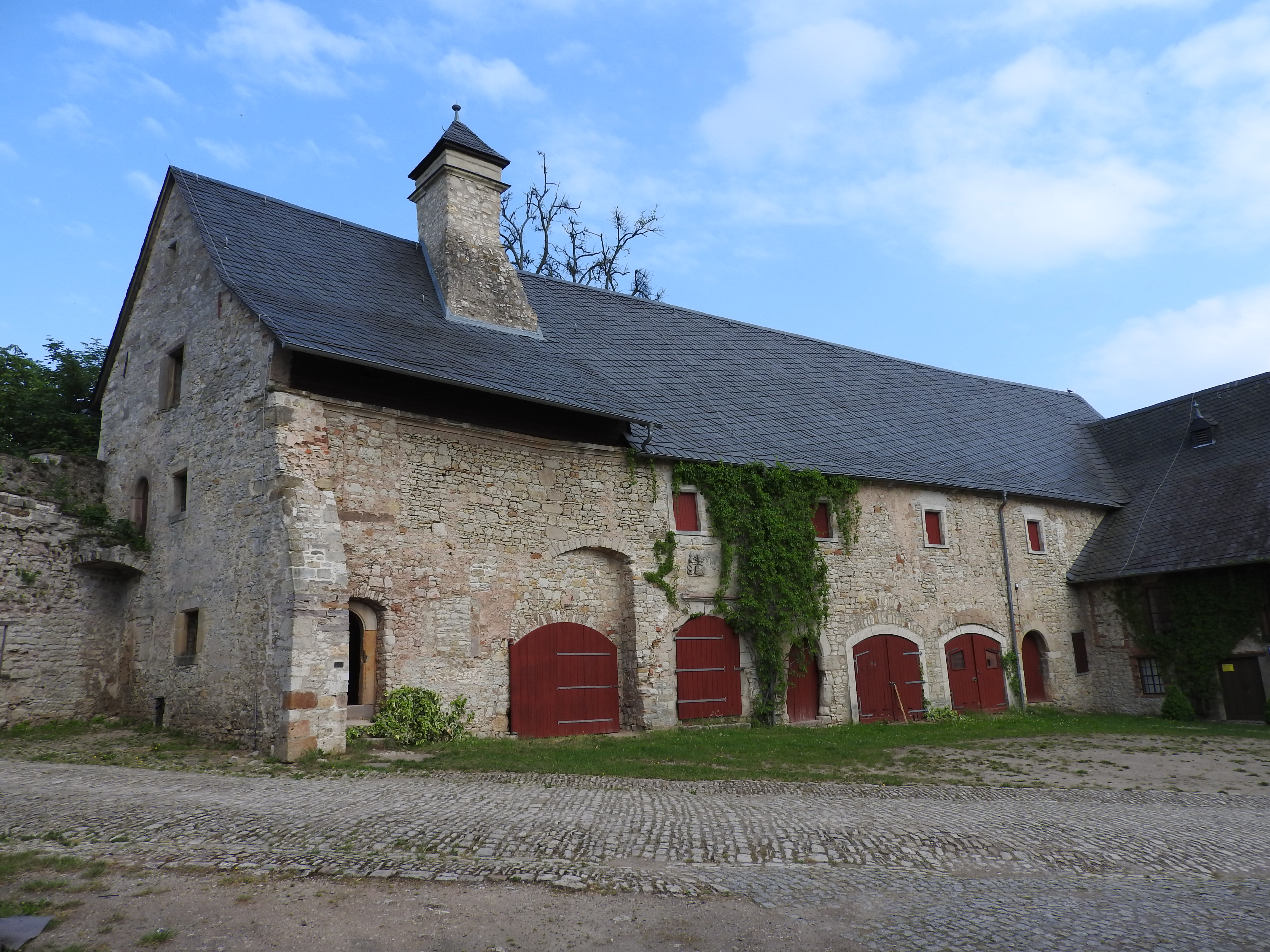
Ehemalige Brauerei
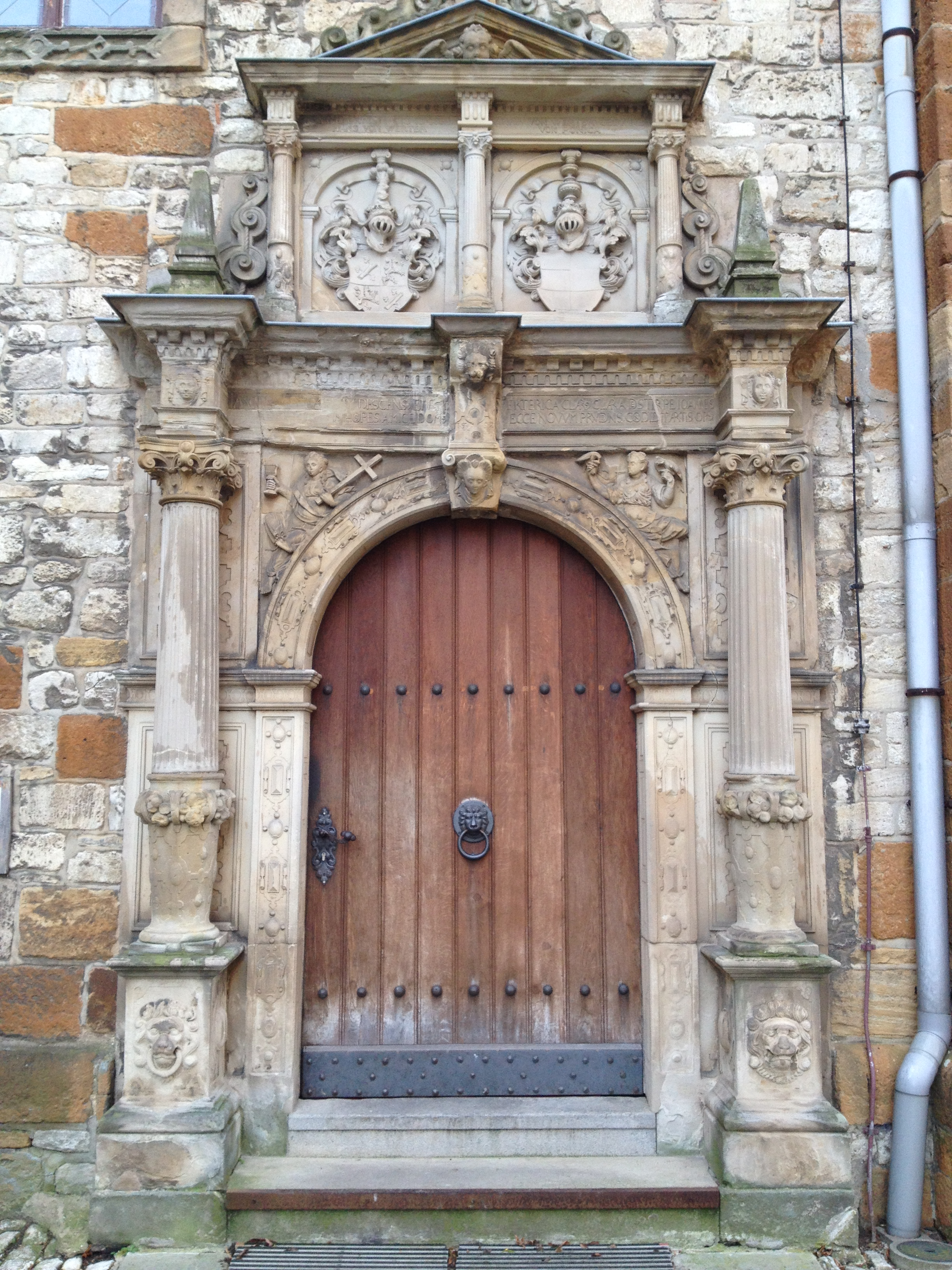
Renaissanceportal am Neuen Schloss
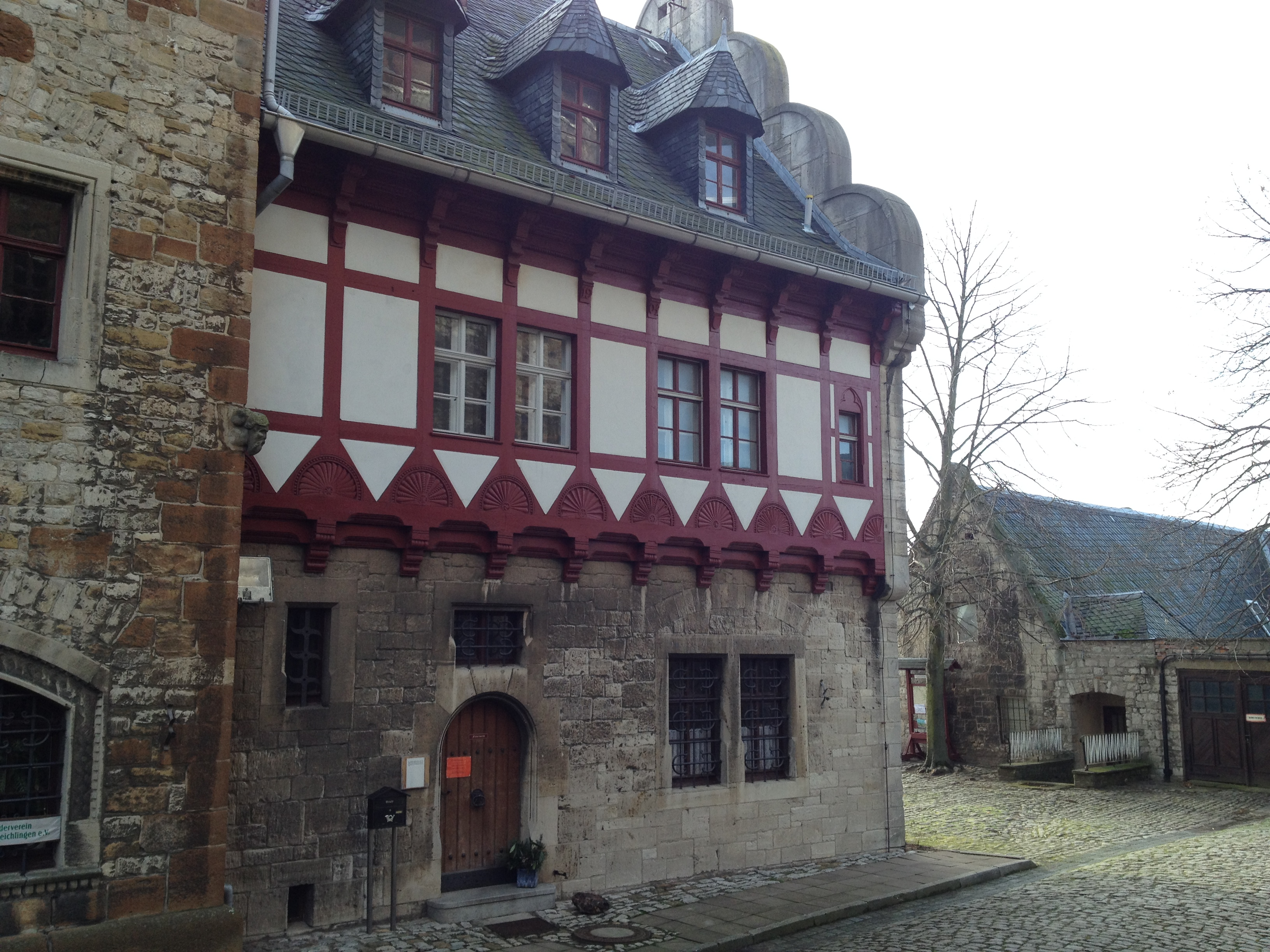
Neues Schloss Ergänzungsbau 1901–04

Der Schlosskomplex besteht aus dem „Lehnshaus“ mit dem „Kalten Tor“ als Durchfahrt, dem „Hohen Haus“ als ältestem Bauteil teilweise aus dem 13. Jahrhundert mit wertvollen Renaissance-Räumen, der Schlosskapelle, dem „Neuen Schloss“ mit schönen Renaissanceportalen und -fenstern, und einem Internatsgebäude aus der DDR-Zeit.

### Schlosskirche
Gegen Ende des 16. Jhs. wurde die Schlosskapelle als rechteckiger, einschiffiger Bau aus Bruchsteinen errichtet. Aus dieser Zeit stammen die zweiteilige Stuckdecke sowie die den Altarraum zweiseitig umschließenden Stuckreliefs. Sie zeigen im unteren Bereich einen großformatigen Bibelzyklus, über dem umlaufend die Wappen der verwandten Familien präsentiert werden.
Die Schlosskirche wurde im 17. Jahrhundert durch einen Nordflügel mit Emporen erweitert und ist durch einen seltenen „Kirchengang“, eine 22 Meter lange überbaute Fachwerkbrücke, mit dem Neuen Schloss verbunden. Vergleichbare Strukturen sind im brandenburgischen Badingen und in Berlin als Gang zwischen der kurfürstlichen Residenz und der nahen Dominikaner-Klosterkirche nachgewiesen. Der ursprünglich angefügte barocke Glockenturm wurde nach 1846 wegen Baufälligkeit abgetragen. Im Inneren haben sich neben den wertvollen Stuckaturen im Stil der Spätrenaissance die barocke Ausstattung mit einer marmorierten Kanzel und dem gräflichen Gestühl. Der barocke Hochaltar von 1688 wurde während der Nutzung des Schlosses als Ingenieurschule zerstört. Die Kirche diente 1891 als Begräbnisstätte des Schriftstellers Ferdinand Gregorovius.
Die umfangreiche Restaurierung der Schlosskirche und der Alten Brennerei wurde unter anderem von der Deutschen Stiftung Denkmalschutz gefördert.

### Das Hohe Haus
Die ursprüngliche Errichtung des sog. „Hohen Hauses“, ein freistehender dreigeschossiger Wohnturm, lässt sich nach aktuellen Einschätzungen der Bauforschung nicht eindeutig festlegen. Dendrochronologische Daten setzen das Alter des Daches um 1496 an. Mit der Übernahme der Anlage durch die von Werthern erfolgte 1577 ein erster Innenausbau und 1592 durch Hans von Werthern (1555–1633) der Anbau des Treppenturms mit reicher Portalzier, gestaltet durch den Bildhauer Hans Friedemann d. Ä. Aus dieser Zeit stammt auch die reiche Ausstattung mit unverfälschter originaler Bemalung der Böhlenwände und Holzdecken sowie Stuckfassungen der Kamine und Portale, die biblische Motive darstellen. Eine weitere Besonderheit stellt das sog. „Gipsfarbenes Zimmer“ aus dem Jahre 1577 dar, dessen Stuckfries im Relief Szenen des Sündenfalls, der Kreuzigung und Auferstehung, sowie Jagdszenen darstellt.
Das Hohe Haus stellt den bau- und kunsthistorisch wertvollsten Gebäudeteil des Schlosses dar. Bereits Georg Graf von Werthern war sich der Bedeutung des Bauwerks bewusst, schrieb er 1850 in einem Brief an seinen Bruder Thilo von Werthern, welcher sich während seiner Abwesenheit um die Verwaltung zu kümmern hatte: 

„Ich mache Dir die Sorge für's Hohe Haus zur heiligen Pflicht, denn wenn wir's noch müßten dereinst mit silbernen Tellern decken, so dürften wir's nicht zusammenfallen lassen.“

## Persönlichkeiten

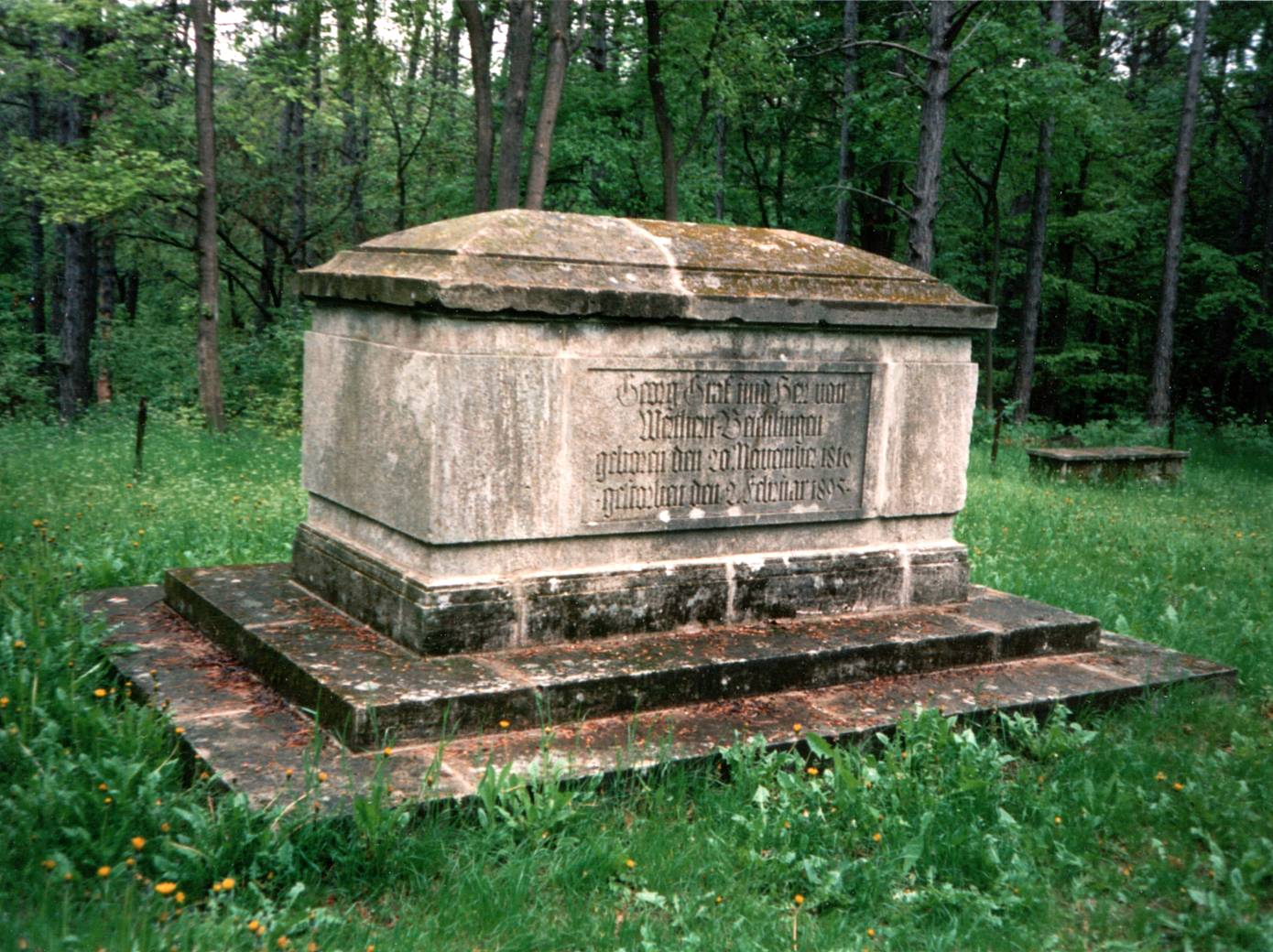
Grabmal für Georg Graf von Werthern-Beichlingen auf dem Weißen Berg

- Graf Georg von Werthern (1700–1768) war Politiker in Diensten des Kurfürsten von Sachsen/Königs von Polen und des Herzogs von Sachsen-Weimar, „Reichserbkammer-Türhüter“.
- Graf Johann Georg Heinrich von Werthern (1735–1790) war preußischer Kriegsminister in den letzten Jahren von Friedrich II., dem Großen[7]
- Ottobald von Werthern (1794–1878), auf Frohndorf, Kölleda und Beichlingen. Mitglied des Preußischen Herrenhaus
- Graf Georg von Werthern (1816–1895) war preußischer Diplomat, als solcher Botschafter Preußens im Königreich Bayern. Er war ein „Pionier des nationalen Gedankens“ und hatte große Verdienste an der Einbeziehung Bayerns in das Deutsche Reich. Sein Grabmal befindet sich auf dem Weißen Berg bei Schloss Beichlingen.
- Graf Thilo von Werthern-Beichlingen (1914–1986), Offizier,[8] 1941 Ritterkreuzträger,[9] war (seitdem sein Bruder Ottobald 1942 gefallen war) letzter Besitzer von Schloss und Gut Beichlingen. Seine Frau Walpurgis von Werthern, geb. Prinzessin zu Stolberg-Wernigerode (1921–1992), verwaltete den Familienbesitz bis zur Enteignung 1945. Zum Besitz gehörte auch Schloss Hoppenrade in Nordbrandenburg.[10]
- Elisabeth Gräfin von Werthern, geb. Gräfin von Wedel, (1916–2009) war die Ehefrau eines der letzten Besitzer von Schloss Beichlingen. Ihr Ehemann Wolfgang fiel 1940 im Frankreich-Feldzug. Die junge Witwe zog 1944 auf das für diesen Fall vorgesehene Nachbarschloss Großneuhausen. Nach ihrer Flucht von dort vor der Roten Armee 1945 mit einem Treck wurde sie eine herausragende Persönlichkeit in der frühen Bundesrepublik Deutschland. Sie war über 33 Jahre die erste Geschäftsführerin der Deutschen Parlamentarischen Gesellschaft in Bonn von 1951 bis 1984, deren Ehrenmitglied sie dann wurde. Elisabeth („Betta“) Gräfin Werthern verstarb am 24. Januar 2009 in Freiburg und wurde am 4. April 2009, nach einer Feier in der Schlosskapelle Beichlingen, auf dem dortigen Familienfriedhof beigesetzt.

### Genealogie
- von Werthern-Beichlingen. In: Hans Friedrich von Ehrenkrook, Friedrich Wilhelm Euler: Genealogisches Handbuch der Gräflichen Häuser, Band III, Band 18 der Gesamtreihe GHdA. C. A. Starke, Glücksburg (Ostsee) 1958, S. 485 ff. ISSN 0435-2408
- Gothaisches Genealogisches Taschenbuch der Gräflichen Häuser. A. 1938. In: „Der Gotha“. Zugleich Adelsmatrikel der Deutschen Adelsgenossenschaft. Teil A. Gräfliche Häuser des spätestens um 1400 nachgewiesenen ritterbürtigen deutschen Landadels und ihm gleichartiger Geschlechter (Deutscher Uradel). 111. Auflage. Werthern-Beichlingen. Justus Perthes, Gotha November 1937, S. 620–622. Digitalisat
- Deutsche Grafen-Haeuser der Gegenwart. In heraldischer, historischer und genealogischer Beziehung. Band 2, L–Z, Grafen v. Werthern-Beichlingen. Hrsg. Ernst Heinrich Kneschke. T. O. Weigel. Leipzig 1853. Digitalisat
- Beichlingen. In: Alexander Duncker (Hrsg.): Die ländlichen Wohnsitze, Schlösser und Residenzen der ritterschaftlichen Grundbesitzer in der preußischen Monarchie nebst den königlichen Familien-, Haus-, Fideicommiss- und Schattull-Gütern. Band 3. Duncker, Berlin 1860, Blatt 168 (zlb.de  [Text zwei Seiten danach]).